# Loisieux
Loisieux település Franciaországban, Savoie megyében. Lakosainak száma 224 fő (2022. január 1.). Loisieux La Balme, Champagneux, La Chapelle-Saint-Martin, Saint-Pierre-d’Alvey, Traize és Saint-Genix-les-Villages községekkel határos.

## Népesség
A település népességének változása:
| Lakosok száma | 194  | 197  | 201  | 205  | 204  | 202  | 200  | 212  | 224  |
|               | 2013 | 2015 | 2016 | 2017 | 2018 | 2019 | 2020 | 2021 | 2022 |